# Пахлевани и зурхане ритуали
Пахлевани је иранска борилачка вештина која сједињује елементе ислама, гностицизам и древна персијска веровања. Пахлевани представља скуп обредних гимнастичких и калистеничких покрета које изводе десет до двадесет људи, од којих сваки држи справу која симболизује древно оружје. Зурхане (кућа снаге) је место на којем се одвија обред, то је света засвођена грађевина са осмоугаоном ниско спуштеном ареном и седиштима за публику. Моршед (мајстор) који предводи пахлевани обред изговара песме са епском и гностичком тематиком и повремено удара у зарб (бубањ) у облику пехара. Песме које рецитује преносе етичка и социјална учења и чине корпус зурханске књижевности. Учесници у пахлевани ритуалу могу бити из било којег друштвеног слоја или верске припадности, а свака група има јаке везе у својој локалној заједници, помажући онима којима је помоћ неопходна. Током обуке полазници се уводе у етичке и витешке вредности под надзором пишкесвата (првака). Они који овладају индивидуалним вештинама и уметношћу, придржавају се верских принципа и пређу етапе етичког и гностичког усавршавања могу достићи истакнуто звање пахлевани (јунак), који означава ранг и положај унутар заједнице. У Ирану тренутно постоји 500 зурхана, од којих свака обухвата: учеснике, осниваче и неколицину првака. Овај ритуал је уврштен на Унеско листу нематеријалног културног наслеђа 2010. године.

## Галерија
- Тренинг у зурхани у Јазду
- Тренинг у зурхани Ајатолах Талегани у Техерану